# Fußball-Oberliga Berlin 1989/90
Die Fußball-Oberliga Berlin 1989/90 war die sechzehnte Spielzeit der vom Verband Berliner Ballspielvereine durchgeführten Oberliga Berlin.
Die Reinickendorfer Füchse verteidigten ihren Titel aus dem Vorjahr erfolgreich und qualifizierten sich für die Aufstiegsrunde zur 2. Bundesliga, in der sie als Fünfter in der Nordgruppe den Aufstieg verpassten. Vizemeister Hertha Zehlendorf vertrat Berlin bei der deutschen Amateurmeisterschafts-Endrunde, in der die Mannschaft in der 1. Runde gegen die Amateure vom Karlsruher SC verlor.
In die untergeordnete Landesliga stiegen der SC Siemensstadt, Vorjahres-Aufsteiger Frohnauer SC und Traber FC Mariendorf ab. Im Gegenzug stiegen zur Folgesaison der Oberliganeuling NSC Marathon 02 und nach einjähriger Abwesenheit der SC Gatow auf.
Bei einigen Mannschaften kamen in der Rückrunde die ersten Spieler aus der DDR zum Einsatz. Dieses wurde durch die politischen Veränderungen und dem Mauerfall am 9. November 1989 ermöglicht.

## Abschlusstabelle
| Pl. | Verein                       | Sp. | S  | U  | N  | Tore    | Diff. | Punkte |
| --- | ---------------------------- | --- | -- | -- | -- | ------- | ----- | ------ |
| 1.  | Reinickendorfer Füchse (M)   | 32  | 27 | 3  | 2  | 070:200 | +50   | 57:70  |
| 2.  | Hertha Zehlendorf (P)        | 32  | 24 | 4  | 4  | 091:220 | +69   | 52:12  |
| 3.  | Tennis Borussia Berlin       | 32  | 19 | 3  | 10 | 069:410 | +28   | 41:23  |
| 4.  | SC Charlottenburg            | 32  | 17 | 7  | 8  | 061:530 | +8    | 41:23  |
| 5.  | VfB Lichterfelde (N)         | 32  | 15 | 10 | 7  | 053:430 | +10   | 40:24  |
| 6.  | Blau-Weiß 90 Berlin Amateure | 32  | 13 | 10 | 9  | 043:330 | +10   | 36:28  |
| 7.  | Spandauer SV                 | 32  | 12 | 9  | 11 | 046:460 | ±0    | 33:31  |
| 8.  | Türkiyemspor Berlin          | 32  | 12 | 7  | 13 | 055:440 | +11   | 31:33  |
| 9.  | Hertha BSC Amateure          | 32  | 8  | 14 | 10 | 044:460 | −2    | 30:34  |
| 10. | Tasmania Neukölln            | 32  | 10 | 10 | 12 | 040:500 | −10   | 30:34  |
| 11. | Spandauer BC 06              | 32  | 9  | 8  | 15 | 037:520 | −15   | 26:38  |
| 12. | Wacker 04 Berlin             | 32  | 7  | 11 | 14 | 042:510 | −9    | 25:39  |
| 13. | Rapide Wedding               | 32  | 7  | 11 | 14 | 039:550 | −16   | 25:39  |
| 14. | BFC Preussen                 | 32  | 5  | 12 | 15 | 036:520 | −16   | 22:42  |
| 15. | SC Siemensstadt              | 32  | 6  | 7  | 19 | 039:790 | −40   | 19:45  |
| 16. | Frohnauer SC (N)             | 32  | 6  | 5  | 21 | 029:730 | −44   | 17:47  |
| 17. | Traber FC Mariendorf         | 32  | 4  | 9  | 19 | 030:760 | −46   | 17:47  |

| (M) | Meister 1988/89                       |
| (P) | Pokalsieger 1988/89                   |
| (N) | Aufsteiger aus der Landesliga 1988/89 |

## Kreuztabelle
Die Kreuztabelle stellt die Ergebnisse aller Spiele dieser Saison dar. Die Heimmannschaft ist in der linken Spalte aufgelistet und die Gastmannschaft in der obersten Reihe.
| Oberliga Berlin 1989/90 | Oberliga Berlin 1989/90      | Reinickendorfer Füchse | Hertha Zehlendorf | Tennis Borussia Berlin | SC Charlottenburg | VfB Lichterfelde | Blau-Weiß 90 Amateure | Spandauer SV | Türkiyemspor Berlin | Hertha BSC Amateure | SV Tasmania Neukölln | Spandauer BC 06 | Wacker 04 Berlin | Rapide Wedding | BFC Preussen | SC Siemensstadt | Frohnauer SC | Traber FC Mariendorf |
| ----------------------- | ---------------------------- | ---------------------- | ----------------- | ---------------------- | ----------------- | ---------------- | --------------------- | ------------ | ------------------- | ------------------- | -------------------- | --------------- | ---------------- | -------------- | ------------ | --------------- | ------------ | -------------------- |
| 01.                     | Reinickendorfer Füchse       |                        | 1:0               | 0:5                    | 1:0               | 3:0              | 3:0                   | 1:0          | 2:1                 | 3:1                 | 1:1                  | 2:0             | 1:0              | 1:0            | 3:0          | 5:0             | 4:2          | 8:0                  |
| 02.                     | Hertha Zehlendorf            | 1:0                    |                   | 1:0                    | 8:1               | 4:1              | 4:0                   | 0:0          | 2:0                 | 1:1                 | 4:1                  | 3:1             | 1:0              | 4:1            | 8:1          | 3:0             | 0:1          | 5:0                  |
| 03.                     | Tennis Borussia Berlin       | 1:2                    | 0:2               |                        | 0:1               | 3:1              | 0:0                   | 2:3          | 2:1                 | 2:2                 | 2:5                  | 2:0             | 0:3              | 0:0            | 2:1          | 4:2             | 3:0          | 5:1                  |
| 04.                     | SC Charlottenburg            | 0:1                    | 0:1               | 2:7                    |                   | 0:2              | 2:1                   | 2:1          | 1:0                 | 5:2                 | 4:0                  | 2:0             | 3:2              | 2:1            | 3:2          | 1:0             | 1:0          | 5:5                  |
| 05.                     | VfB Lichterfelde             | 1:3                    | 2:6               | 3:1                    | 1:1               |                  | 1:0                   | 5:0          | 3:1                 | 1:1                 | 1:1                  | 1:0             | 2:1              | 1:1            | 1:1          | 3:1             | 0:0          | 1:0                  |
| 06.                     | Blau-Weiß 90 Berlin Amateure | 1:2                    | 2:0               | 0:1                    | 0:0               | 1:2              |                       | 1:1          | 0:1                 | 2:2                 | 2:0                  | 0:4             | 1:1              | 3:1            | 3:1          | 0:0             | 3:0          | 2:0                  |
| 07.                     | Spandauer SV                 | 0:1                    | 1:3               | 2:1                    | 2:2               | 0:1              | 1:2                   |              | 2:4                 | 1:0                 | 4:0                  | 2:2             | 2:0              | 1:1            | 2:2          | 4:0             | 2:0          | 2:0                  |
| 08.                     | Türkiyemspor Berlin          | 0:1                    | 2:1               | 2:4                    | 3:3               | 1:1              | 0:2                   | 1:2          |                     | 5:3                 | 0:0                  | 0:0             | 3:0              | 2:3            | 2:0          | 4:2             | 1:0          | 2:2                  |
| 09.                     | Hertha BSC Amateure          | 1:3                    | 0:0               | 1:2                    | 0:0               | 2:0              | 0:4                   | 2:2          | 0:0                 |                     | 3:0                  | 3:1             | 0:0              | 3:1            | 1:0          | 1:1             | 0:0          | 1:1                  |
| 10.                     | Tasmania Neukölln            | 0:2                    | 0:3               | 0:2                    | 0:1               | 1:3              | 1:1                   | 5:1          | 2:0                 | 1:0                 |                      | 2:1             | 2:2              | 3:0            | 2:1          | 3:1             | 1:1          | 2:1                  |
| 11.                     | Spandauer BC 06              | 0:1                    | 1:1               | 2:1                    | 2:4               | 1:1              | 1:1                   | 1:1          | 0:7                 | 2:3                 | 1:1                  |                 | 2:0              | 2:0            | 0:4          | 0:2             | 4:1          | 3:1                  |
| 12.                     | Wacker 04 Berlin             | 1:1                    | 2:3               | 2:5                    | 3:1               | 2:2              | 0:1                   | 2:0          | 0:3                 | 2:1                 | 1:1                  | 0:1             |                  | 3:3            | 0:0          | 1:2             | 1:2          | 2:2                  |
| 13.                     | Rapide Wedding               | 2:2                    | 1:5               | 0:2                    | 2:0               | 2:4              | 1:1                   | 0:2          | 2:1                 | 1:1                 | 3:2                  | 1:2             | 0:0              |                | 0:0          | 1:2             | 2:3          | 0:0                  |
| 14.                     | BFC Preussen                 | 0:4                    | 1:2               | 1:2                    | 1:1               | 1:1              | 1:1                   | 0:1          | 0:0                 | 3:1                 | 0:1                  | 2:0             | 1:1              | 1:2            |              | 1:1             | 0:1          | 3:2                  |
| 15.                     | SC Siemensstadt              | 0:2                    | 1:10              | 1:2                    | 1:2               | 1:3              | 2:3                   | 2:0          | 0:2                 | 2:2                 | 1:1                  | 1:1             | 3:4              | 1:4            | 2:2          |                 | [ 1 ]        | 1:3                  |
| 16.                     | Frohnauer SC                 | 1:2                    | 0:4               | 0:2                    | 3:6               | 1:0              | 0:1                   | 3:3          | 2:5                 | 0:3                 | 3:1                  | 0:2             | 1:3              | 1:3            | 1:4          | 1:4             |              | 0:0                  |
| 17.                     | Traber FC Mariendorf         | 1:4                    | 0:1               | 0:4                    | 1:5               | 2:4              | 0:4                   | 0:1          | 2:1                 | 0:3                 | 0:0                  | 2:0             | 1:3              | 0:0            | 1:1          | 0:2             | 2:1          |                      |

1. ↑  SC Siemensstadt – Frohnauer SC (32.Spieltag); Wertung: 0:2 Punkte 0:6 Tore für beide Mannschaften. Zum angesetzten Termin erschienen beide Vereine nicht.

## Torschützenliste
|    | Spieler                | Verein                 | Tore |
| -- | ---------------------- | ---------------------- | ---- |
| 1. | Thomas Herbst          | Hertha Zehlendorf      | 25   |
| 2. | Mario Brandt           | Tennis Borussia Berlin | 18   |
| 3. | Klaus Schwabe          | Rapide Wedding         | 16   |
| 4. | Ahmet Akar             | Türkiyemspor Berlin    | 15   |
| 4. | Damir Bujan            | Türkiyemspor Berlin    | 15   |
| 4. | Marco Lukowicz         | SC Siemensstadt        | 15   |
| 7. | Carsten Liebenamm      | VfB Lichterfelde       | 13   |
| 7. | Goran Markov           | VfB Lichterfelde       | 13   |
| 7. | Jochen Müller          | SC Charlottenburg      | 13   |
| 7. | Franz-Josef Schmedding | Hertha Zehlendorf      | 13   |
| 7. | André Skerka           | Spandauer BC 06        | 13   |

## Zuschauer
In 271 Spielen kamen 72.564 Zuschauer ({\displaystyle \varnothing } 268 pro Spiel) in die Stadien.
Größte Zuschauerkulisse
4.000 SC Charlottenburg – Tennis Borussia Berlin (9. Sp.); freier Eintritt bei Flutlicht-Premiere im Mommsenstadion
Niedrigste Zuschauerkulisse
15 SC Siemensstadt – Traber FC Mariendorf (30. Sp.)
| Verein                       | Gesamt  | {\displaystyle \varnothing } | Heim    | {\displaystyle \varnothing } | Ausw.   | {\displaystyle \varnothing } |
| ---------------------------- | ------- | ---------------------------- | ------- | ---------------------------- | ------- | ---------------------------- |
| Reinickendorfer Füchse       | 11.4100 | 357                          | 5.223   | 326                          | 6.187   | 387                          |
| Hertha Zehlendorf            | 8.879   | 277                          | 3.851   | 241                          | 5.028   | 314                          |
| Tennis Borussia Berlin       | 14.0250 | 438                          | 4.586   | 287                          | 9.439   | 590                          |
| SC Charlottenburg            | 9.558   | 299                          | 5.988   | 374                          | 3.570   | 223                          |
| VfB Lichterfelde             | 7.320   | 229                          | 3.950   | 247                          | 3.370   | 211                          |
| Blau-Weiß 90 Berlin Amateure | 4.520   | 141                          | 2.141   | 134                          | 2.379   | 149                          |
| Spandauer SV                 | 6.885   | 215                          | 4.172   | 261                          | 2.713   | 170                          |
| Türkiyemspor Berlin          | 29.1010 | 909                          | 14.6020 | 913                          | 14.4990 | 906                          |
| Hertha BSC Amateure          | 5.144   | 161                          | 2.737   | 171                          | 2.407   | 150                          |
| SV Tasmania Neukölln         | 7.154   | 224                          | 3.191   | 199                          | 3.963   | 248                          |
| Spandauer BC 06              | 8.346   | 261                          | 5.073   | 317                          | 3.273   | 205                          |
| Wacker 04 Berlin             | 6.042   | 189                          | 3.085   | 193                          | 2.957   | 185                          |
| Rapide Wedding               | 6.184   | 193                          | 3.704   | 232                          | 2.480   | 155                          |
| BFC Preussen                 | 5.589   | 175                          | 3.123   | 195                          | 2.466   | 154                          |
| SC Siemensstadt              | 5.194   | 168                          | 2.496   | 166                          | 2.698   | 169                          |
| Frohnauer SC                 | 6.599   | 213                          | 3.698   | 231                          | 2.901   | 193                          |
| Traber FC Mariendorf         | 3.170   | 099                          | 0944    | 059                          | 2.226   | 139                          |

## Berliner-Meister
| 1.                              | Reinickendorfer Füchse |
| Logo der Reinickendorfer Füchse | Mirko Voigt (32 Spiele / Tore –) in der Oberliga Christian Hübner (31/3) Gerald Scheunemann (26/1), Olaf Kapagiannidis (31/4) Karl-Heinz Peter (20/1) Jörg Blüthmann (32/8), Dirk Muschiol (32/4), Frank Ruske (24/1), Stefan Thiel (27/1) Thorsten Wilhelm (29/11), Herbert Kuscha (15/12) Trainer: Gerd Achterberg |
| Logo der Reinickendorfer Füchse | außerdem: Bernd Maier (13/1), Jörg Schepers (12/–); Michael Schmalz (14/4), Thomas Grunenberg (10/6), Sedat Güldüm (5/–), Jörg Müller (3/–), Stefan Rother (2/–), Borislav Perkovic (1/–); Armin Prill (26/3), Eugenio Samaniego (13/7), Eckhart Dettlaff (9/2), Kähne (3/–), Marco Döring (2/–), Rainer Gotzmann (1/–), M. Gezen (1/–) dazu ein Eigentor von Daniel Scheinhardt (Hertha BSC Amateure) ohne Einsatz blieben: Wolfgang Matthies (Tor), Lutz Schultz (Tor); Robert Jüttner, Frobel, Ante Brzovic |

## Aufstiegsrunde zur 2. Bundesliga

### Spiele
Gruppe Nord
|                        |   |                        | Hinspiel | Rückspiel |
| ---------------------- | - | ---------------------- | -------- | --------- |
| VfB Oldenburg          | – | TSV Havelse            | 5:1      | 0:0       |
| Reinickendorfer Füchse | – | Arminia Bielefeld      | 1:2      | 0:0       |
| Wuppertaler SV         | – | Reinickendorfer Füchse | 4:1      | 1:0       |
| Arminia Bielefeld      | – | VfB Oldenburg          | 2:2      | 0:2       |
| VfB Oldenburg          | – | Wuppertaler SV         | 3:0      | 2:1       |
| TSV Havelse            | – | Arminia Bielefeld      | 3:2      | 2:2       |
| Reinickendorfer Füchse | – | VfB Oldenburg          | 2:1      | 2:4       |
| Wuppertaler SV         | – | TSV Havelse            | 2:4      | 2:3       |
| TSV Havelse            | – | Reinickendorfer Füchse | 3:0      | 3:2       |
| Arminia Bielefeld      | – | Wuppertaler SV         | 3:0      | 5:1       |

### Abschlusstabelle
| Pl. | Verein                 | Sp. | S | U | N | Tore    | Diff. | Punkte |
| --- | ---------------------- | --- | - | - | - | ------- | ----- | ------ |
| 1.  | VfB Oldenburg          | 8   | 5 | 2 | 1 | 019:800 | +11   | 12:40  |
| 2.  | TSV Havelse            | 8   | 5 | 2 | 1 | 019:150 | +4    | 12:40  |
| 3.  | Arminia Bielefeld      | 8   | 3 | 3 | 2 | 016:110 | +5    | 09:70  |
| 4.  | Wuppertaler SV         | 8   | 2 | 0 | 6 | 011:210 | −10   | 04:12  |
| 5.  | Reinickendorfer Füchse | 8   | 1 | 1 | 6 | 008:180 | −10   | 03:13  |